# Amélia da Lomba
Maria Amélia Gomes Barros da Lomba do Amaral (Cabinda, 23 de novembro de 1961), também conhecida como Amélia Dalomba, é uma escritora angolana.

## Biografia
Formou-se em Psicologia em Moscovo. De volta à terra natal, trabalhou como jornalista, atuando na Emissora Provincial de Cabinda, na Rádio Nacional de Angola e nos jornais A Célula Jornal de Angola, em Luanda.
Foi também secretária da Missão Internacionalista Angolana em São Tomé e Príncipe.
Foi condecorada com a Ordem do Vulcão, em Cabo Verde em dezembro de 2005.
Sua obra, assim como a de Ana Paula Tavares, Ana de Santana e Lisa Castel, vinculou-a à "Geração das Incertezas" angolana. A poesia de Dalomba, angustiada e melancólica, expressa desilusão diante do cenário político e social angolano.

## Obras publicadas
- Ânsia, Poesia (1995, editora da UEA)
- Sacrossanto Refúgio (1996, editora Edipress)
- Espigas do Sahel (2004, editora Kilomlombe)marcelo lomba
- Noites Ditas à Chuva (2005, editora da UEA)
- Sinal de Mãe nas Estrelas (2007, Zian Editora)
- Aos Teus Pés Quanto Baloiça o Vento (2008, Zian Editora)
- Cacimbo 2000 (2000, editora Patrick Houdin-Alliance Française de Luanda)
- Nsinga - O Mar no Signo do Laço (infanto-juvenil, 2012, Mayamba)
- Uma mulher ao relento (romance, 2011, Nandyala Editora)

### CD
- Verso Prece e Canto (2008, editora N’Gola Música)

### Participações em antologias
- Antologia da Poesia Feminina dos Palop (1998, org. Xosé Lois Garcia)
- Antologia do Mar na Poesia Africana de Língua Portuguesa do Século XX Angola (2000, org. Cármen Lúcia Tindó)
- O Amor tem Asas de Ouro (2006, UEA).
- Antologia da Moderna Poesia Angolana (2006, UEA, org. Botelho de Vasconcelos)
- Meu Céu, Céu de todos, Céu de Cada Um (2006, Editora Zian, org. Renan Medeiros)[5]